# Amal Fawzi
Amal Fawzi es una deportista egipcia que compitió en judo. Ganó una medalla de bronce en el Campeonato Africano de Judo de 2010, en la categoría de –57 kg.

## Palmarés internacional
| Campeonato Africano | Campeonato Africano | Campeonato Africano | Campeonato Africano |
| Año                 | Lugar               | Medalla             | Categoría           |
| ------------------- | ------------------- | ------------------- | ------------------- |
| 2010                | Yaundé ( Camerún)   | Medalla de bronce   | –57 kg              |